# Сімадзакі Нобунаґа
Нобунаґа Сімадзакі (яп. 島﨑 信長, Сімадзакі Нобунаґа, нар. 6 грудня 1988 року, префектура Міягі, Японія) — японський сейю. Працює на компанію Aoni Production. Переможець у номінації «Кращий актор-початківець 2012» на Seiyu Awards.

## Фільмографія

### Ролі в аніме
2009
- Anyamaru Tantei Kiruminzuu — Хаяте Ті
- Kaidan Restaurant — хлопчик
- Valkyria Chronicles — Херубато Нільсен

2010
- SD Gundam Sangokuden Brave Battle Warriors — Сун Гуан (Сон Кен) Гандам
- Giant Killing — Сінґо Яно
- Angel Beats! — епізодична роль
- Shinryaku! Ika Musume — епізодична роль
- Seikimatsu Occult Gakuin — епізодична роль
- Nurarihyon no Mago — пацюк-монстр, монстр
- Hakuouki — расецу, самурай
- Hakuouki Hekketsu-roku — солдати
- Hime Chen! Otogi Chikku Idol Lilpri — старший брат
- Mayoi Neko Overrun! — епізодична роль
- Ring ni Kakero — боксер Каге-до

2011
- Battle Spirits: Heroes — Ентоні Старк
- Fate/zero — Асасін (3 серія)
- Nura: Rise of the Yokai Clan: Demon Capital — Те но Ме
- Sekai-ichi Hatsukoi — Редактор (1 серія), Гість (6 серія)
- Sekai-ichi Hatsukoi 2 — редактор
- Shakugan no Shana III Final — Оробас
- Sket Dance — Ейіті Хіраідзумі (33-34 серія)
- Ikoku Meiro no Croisee — епізодична роль
- Softenni — епізодична роль
- Tamayura — епізодична роль
- Бакуган — хлопчик
- Hanasaku Iroha — епізодична роль
- Ben-To — студент
- One Piece — епізодична роль

2012
- Ano Natsu de Matteru — Кайто Кірісіма
- Kuroko's Basketball — Рьо Сакурай
- Tari Tari — Таіті Танака
- Suki-tte Ii na yo. — Кендзі Наканісі
- Area no Kishi — Ацугікіта №.6
- Kimi to Boku — епізодична роль
- Koi to Senkyo to Chocolate — епізодична роль
- Psycho-Pass — двірник
- Joshiraku — актор театру кабукі
- Saint Seiya Omega — студент
- Zero no Tsukaima — ад'ютант
- Senki Zesshou Symphogear — епізодична роль
- To Love-Ru — хлопчики
- Muv-Luv Alternative: Total Eclipse — епізодична роль
- Tantei Opera Milky Holmes — хлопчики
- One Piece — епізодична роль
- Haiyore! Nyaruko-san — іншопланетянин
- Medaka Box — Усібука Ґарахару
- Mouretsu Pirates — епізодична роль
- Rinne no Lagrange — Кей Кідзакі, Масаакі Кайта

2013
- Date A Live — Сідо Іцука
- Photo Kano — Кадзуя Маеда[2]
- Free! — Iwatobi Swim Club — Харука Нанасе[3]
- Kuroko's Basketball — Рьо Сакурай
- Ace of Diamond — Сатору Фур'я[4]
- OreShura — епізодична роль
- Kitakubu Katsudou Kiroku — епізодична роль
- Kyousougiga — солдат храму
- Silver Spoon — Айкава Сінносуке[5]
- Kotoura-san — хлопчики
- Sakurasou no Pet na Kanojo — Хімемія Йорі
- Dansai Bunri no Crime Edge — Наруто Котаро
- Date A Live — Іцука Сідо[6]
- To Aru Kagaku no Railgun — епізодична роль
- Yondemasuyo, Azazel-san — епізодична роль
- Little Busters! — капітан команди футболістів

2014
- Kenzen Robo Daimidaler — Коіті Мадамбасі[7]
- Pupa — Уцуцу Хасегава
- Buddy Complex — Тардзім Василій[8]
- Nobunagun — Махатма Ганді[9]
- Nobunaga The Fool — Ода Нобукацу
- Date A Live II — Сідоо Іцука
- Glasslip — Юкінарі Імі[10]
- Free! Eternal Summer — Харука Нанасе[3]
- Buddy Complex Kanketsu-hen: Ano Sora Ni Kaeru Mirai de — Тардзім Василій
- Ookami Shoujo to Kuro Ouji — Йосіто Кімура
- Parasyte — Сініті Идзумі[11]
- Ore, Twintail ni Narimasu. — Содзі Міцука, Краб Гілді[12]
- Orenchi no Furo Jijou — Тацумі[13]
- Golden Time — Томоясу
- Soredemo Sekai wa Utsukushii — Іфрікіа Лівіус Орвінус

2015
- Ace of Diamond (ТВ-2) — Сатору Фур'я
- Fafner in the Azure: EXODUS — Рео Мікадо
- My Love Story!! — Макото Сунакава[14]
- Mikagura School Suite — Сігуре Ніномія[15]
- Vampire Holmes — Хадсон[16]
- Ima, Futari no Michi — Кумпей Сато[17]
- World Trigger — Х'юз
- Aquarion Logos — Акіра Каібукі[18]
- Makura no Danshi — Нао Сасаяма[19]

2016
- Active Raid — Такеру Курокі[20]
- Assassination Classroom (ТВ-2) — Сініґамі
- Grimgar of Fantasy and Ash — Манато
- Haruchika — Марен Сей[21]
- Nijiiro Days — Кейіті Катакура[22]
- Servamp — Ліхт Джекіленд Тодорокі
- Shounen Maid — Такаторі Мадока[23]
- Phantasy Star Online 2 — Каяно Кота[24]
- Kiznaiver — Цугухіто Юта

2017
- Sengoku Night Blood — Міцухіде Акеті

2018
- Itou Junji: Collection — Харутіко Кітавакі
- Free! Dive to the Future — Харука Нанасе

2019
- Fruits Basket 1st season — Юкі Сома

2020
- Fruits Basket 2st season — Юкі Сома
- Jujutsu Kaisen — Махіто

2021
- Fruits Basket final season — Юкі Сома
- Those Snow White Notes — Сецу Савамура

### OVA
- 2011 — Dragon Ball: Episode of Bardock
- 2011 — Hakuouki — стрілки, воїни
- 2012 — Lupin III — поліцейський
- 2013 — Nazotoki-hime wa Meitantei — Даомоне Рінтаро
- 2014 — Hori-san to Miyamura-kun (1-2) — Сенгоку Какеру
- 2015 — Hori-san to Miyamura-kun (3) — Сенгоку Какеру

### Дубляж
- 2010 — Блакитна кров
- 2013 — Гра престолів — Джоффрі Баратеон

### Театральна анімація
- 2013 — Aura: Maryūinkōga Saigo no Tatakai — Ітіро Сато
- 2015 — High Speed! -Free! Starting Days- — Харука Нанасе

### Drama CD
- Vanquish Brothers — Нобунаґа
- WRITERZ — Ран Хірукава
- Heart no Kakurega — Кавакура Харуто
- Hana no Bakumatsu Koi Suru Cho — Содзі Окіта
- Kiss x Kiss Vol.24
- humANdroid Vol. 03 Type H

### Видеоігри
2010
- Fist of the North Star: Ken's Rage — молодий Таузер

2013
- Dynasty Warriors 8 — Гуан Хін
- Geten no Hana — Морі Ранмару
- Kamen Rider: Battride War — Камен Райдер Куга\Юсуке Годай
- Super Robot Wars UX — Сун Гуан /Сонкен Гандам

2014
- Shining Resonance — Юма Ірван
- Teruomi Makabe — Пожирач богів 2: Rage Burst

2015
- Mobius Final Fantasy — Вол
- BlazBlue: Central Fiction — Наото Курогане
- Closers — Наруто Кагурагі
- Fire Emblem Fates — хлопчик Аватар

2016
- Super Smash Bros. 4 — хлопчик Коррін
- Fate/Grand Order — Арджуна, Едмон Дантес, Фудзімару Ріцука
- Bungo and Alchemist — Кавахігасі Хекігото

2021
- Genshin Impact — Каедехара Кадзуха

## Досягнення
- 2012 — «Кращий актор-початківець 2012» на Seiyu Awards
- 2015 — За результатами опитування на порталі Charapedia посів 22-е місце в рейтингу «ТОП-30 Популярних Сейю 2015»[25] .